# Салли О’Нил
Салли О’Нил (англ. Sally O'Neil; 23 октября 1908, Бейонн, Нью-Джерси — 18 июня 1968, Гейлсберг, Иллинойс) — американская киноактриса, менее известна как актриса водевиля и театра, а также как певица в фильмах.

## Биография
Вирджиния Луиза Консепта Нунан (настоящее имя актрисы) родилась 23 октября 1908 года в городе Бейонн (штат Нью-Джерси, США). Отец — Томас Фрэнсис Патрик Нунан, судья; мать — Ханна Келли, певица труппы «Метрополитен-опера». У Вирджинии было десять братьев и сестёр, одна сестра, Сьюзан (1909—1998), тоже стала довольно известной киноактрисой.
В 1924 году начала под псевдонимом «Чотси Нунан» выступать в водевилях, а со следующего года переключилась на кинематограф. Для кино она, по рекомендации Metro-Goldwyn-Mayer, взяла себе псевдоним Салли О’Нил (также в начале карьеры в титрах как Салли О’Нилл, Сью О’Нил, Сью «Багз» О’Нил).
В 1926 году вошла в число «тринадцати молодых актрис, которым прочили звёздное будущее» (два года спустя в эту группу также попадёт её младшая сестра, Сьюзан). До 1930 года снималась достаточно регулярно, но с наступлением эпохи звукового кино её стали приглашать на роли заметно реже в связи с характерным акцентом. В 1937 году актриса окончила свою кинокарьеру. После она продолжила изредка появляться на театральных подмостках, с декабря 1939 года по май 1940 года играла на Бродвее в постановке «Когда мы поженимся», но это осталось её единственной крупной театральной работой. До 1950-х годов О’Нил гастролировала по миру в составе Объединённых организаций обслуживания.
Салли О’Нил скончалась 18 июня 1968 года в городе Гейлсберг (Иллинойс) от пневмонии.
Личная жизнь
17 октября 1953 года 44-летняя актриса впервые вышла замуж: её избранником стал бизнесмен Стюарт Бэтлс. Брак продолжался 15 лет до самой смерти актрисы. Детей не было.

## Избранная фильмография
За 12 лет кинокарьеры (1925—1937) О’Нил снялась в 50 фильмах, 13 из которых были короткометражными, а в трёх случаях она не была указана в титрах.
- 1925 — Салли, Ирен и Мэри / Sally, Irene and Mary — Мэри
- 1926 — Майк / Mike — Майк
- 1926 — ? / The Auction Block — Бернайс Лейн
- 1926 — Сражающийся Батлер / Battling Butler — девушка с гор
- 1926 — 45 минут от Голливуда[англ.] / 45 Minutes from Hollywood — сестра Орвилла (к/м)
- 1927 — Фриско Салли Леви[англ.] / Frisco Sally Levy — Салли Коллин Лапидович
- 1927 — Каллаханы и Мёрфи[англ.] / The Callahans and the Murphys — Эллен Каллахан
- 1927 — Бекки[англ.] / Becky — Ребекка О’Брайан МакКлоски
- 1928 — Битва полов[англ.] / The Battle of the Sexes — Рут Джадсон
- 1929 — Девушка на барже[англ.] / Girl on the Barge — Эри МакКэдден
- 1929 — Продолжайте представление![англ.] / On with the Show! — Китти[7]
- 1929 — Джазовый рай[англ.] / Jazz Heaven — Рут Морган
- 1929 — Бродвейские скандалы[англ.] / Broadway Scandals — Мэри
- 1929 — Представление представлений[англ.] / The Show of Shows — исполнительница в номерах What Became of the Floradora Boys и Meet My Sister[8]
- 1930 — Девушка из порта[англ.] / Girl of the Port — Джози
- 1930 — ? / Hold Everything — Сью Бёрк[9]
- 1930 — Кэтлин Мавурнин[англ.] / Kathleen Mavourneen — Кэтлин О’Коннор
- 1931 — Нелл-спасительница[англ.] / Salvation Nell — Миртл
- 1931 — Убийство по часам[англ.] / Murder by the Clock — Джейн, горничная
- 1931 — Паршивка[англ.] / The Brat — «Паршивка», хористка
- 1933 — Только по предварительной записи[англ.] / By Appointment Only — Джуди Кэрролл
- 1933 — Леди должны любить[англ.] / Ladies Must Love — Дот Ла Тур
- 1934 — Мотылёк[англ.] / The Moth — Дайана Уаймен
- 1937 — Кэтлин Мавурнин[англ.] / Kathleen Mavourneen — Кэтлин О’Мур

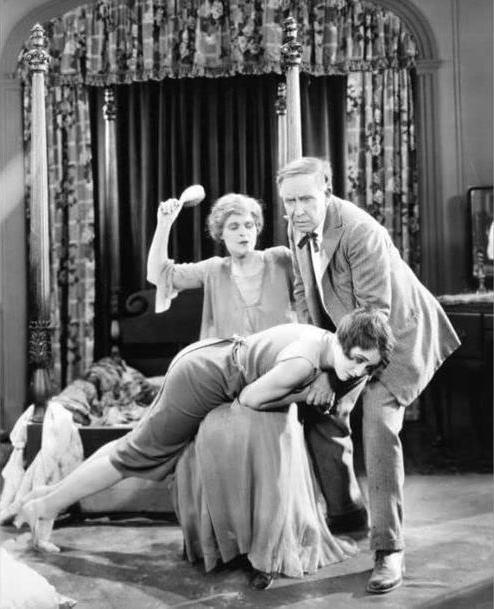
Этель Уэльс (стоит), Салли О’Нил (лежит) и Деуитт Дженнингс[англ.] в фильме «Нет» (1925)
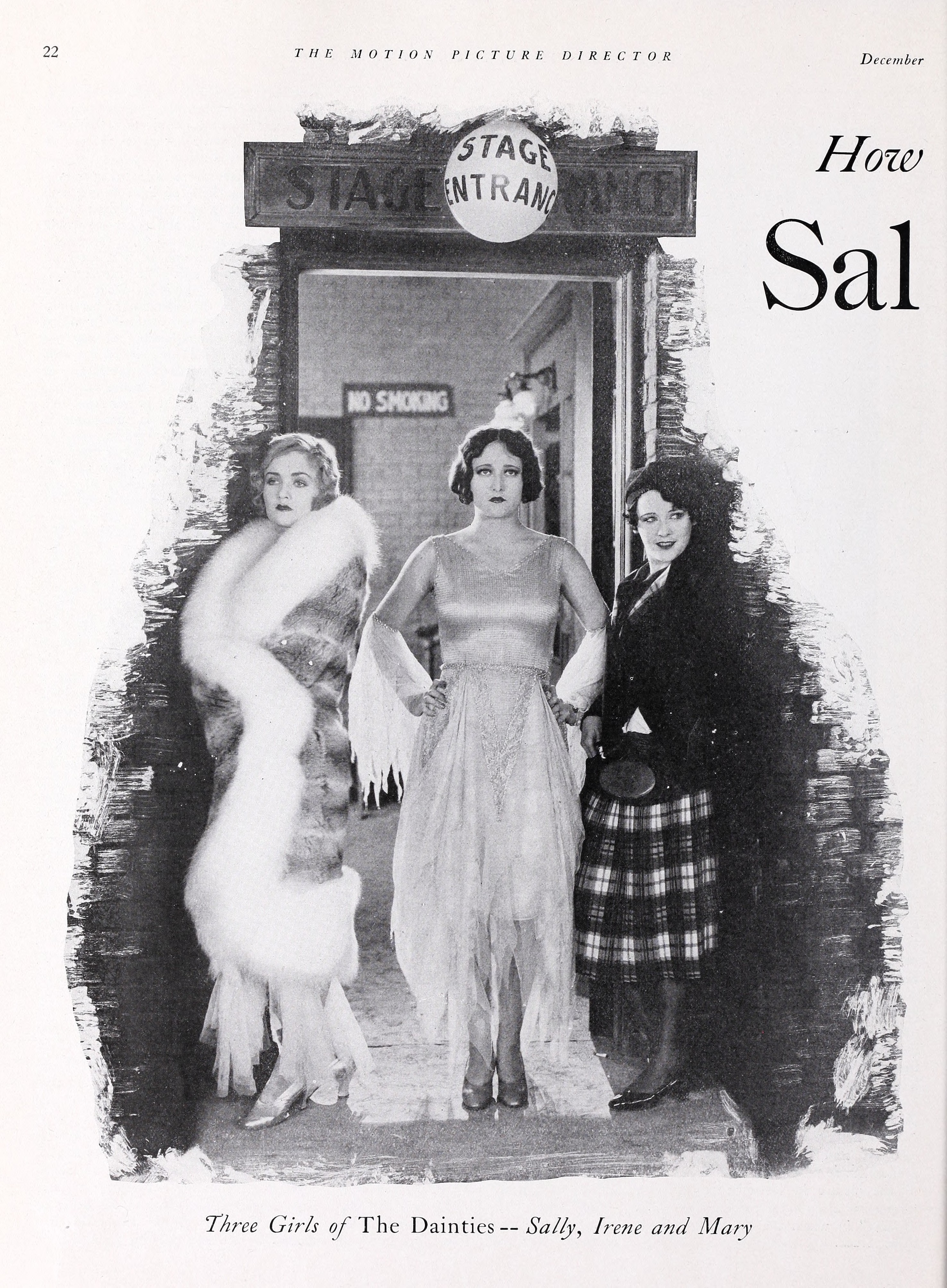
Слева направо: Констанс Беннетт, Джоан Кроуфорд и Салли О’Нил в рекламе фильма «Салли, Ирен и Мэри» (1925)
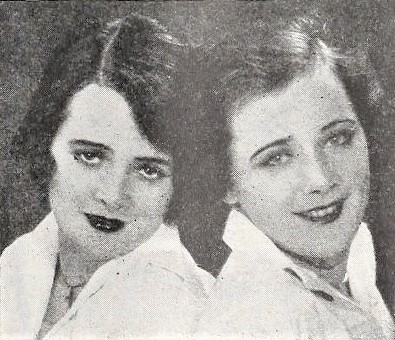
Слева направо: сёстры Молли О’Дэй и Салли О’Нил, фото 1927 года
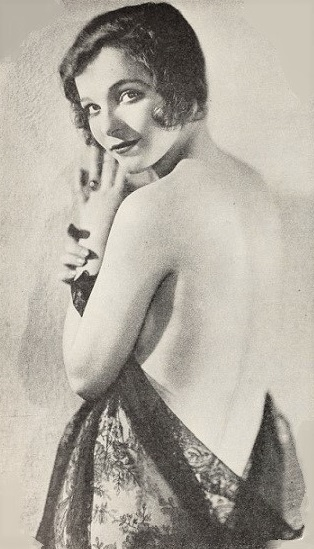
Фото 1929 года
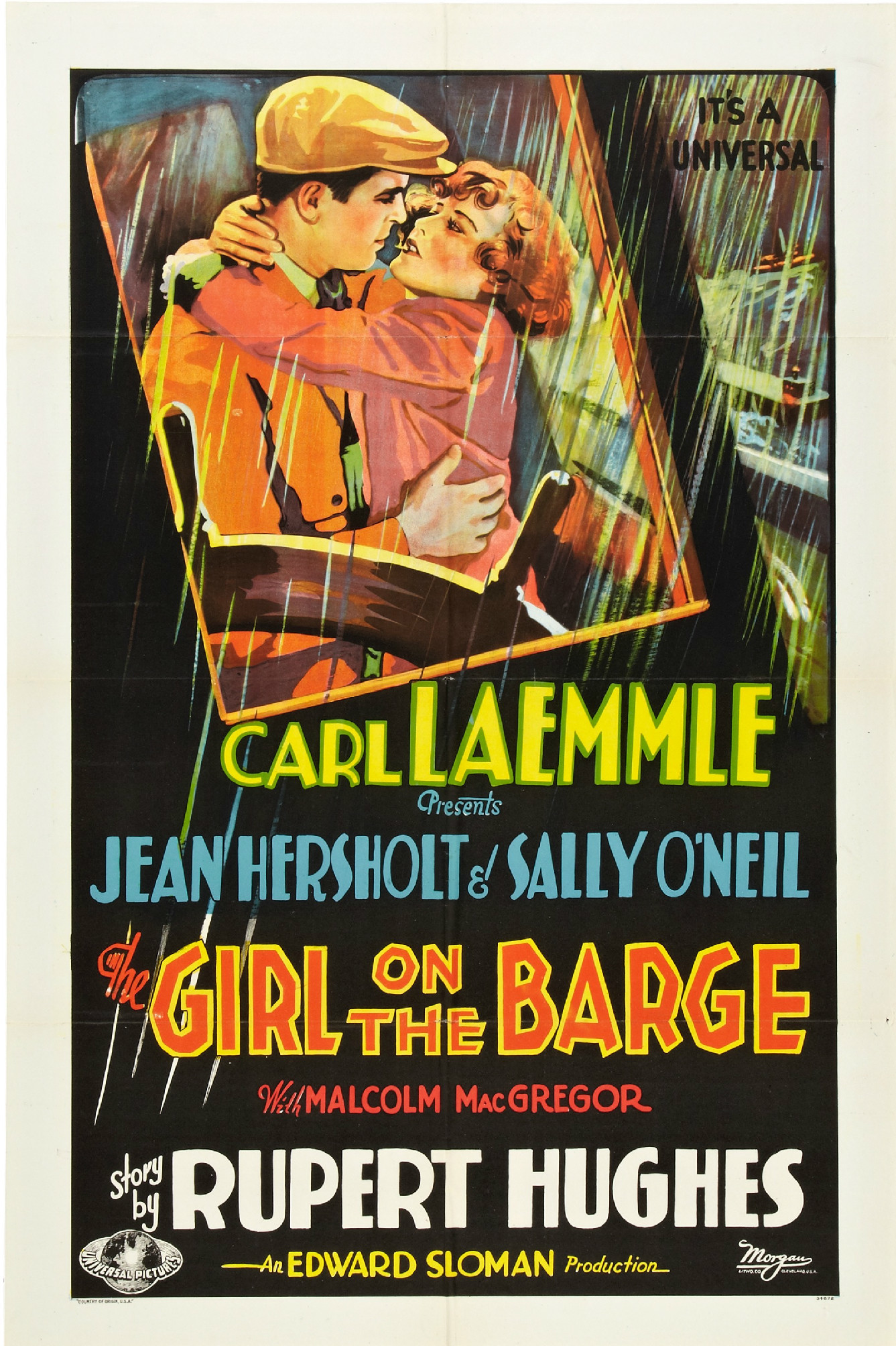
С Джином Хершолтом на постере фильма «Девушка на барже[англ.]» (1929)
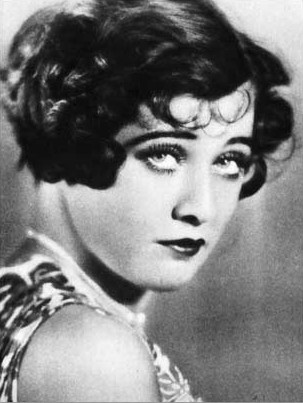
Фото 1930 года
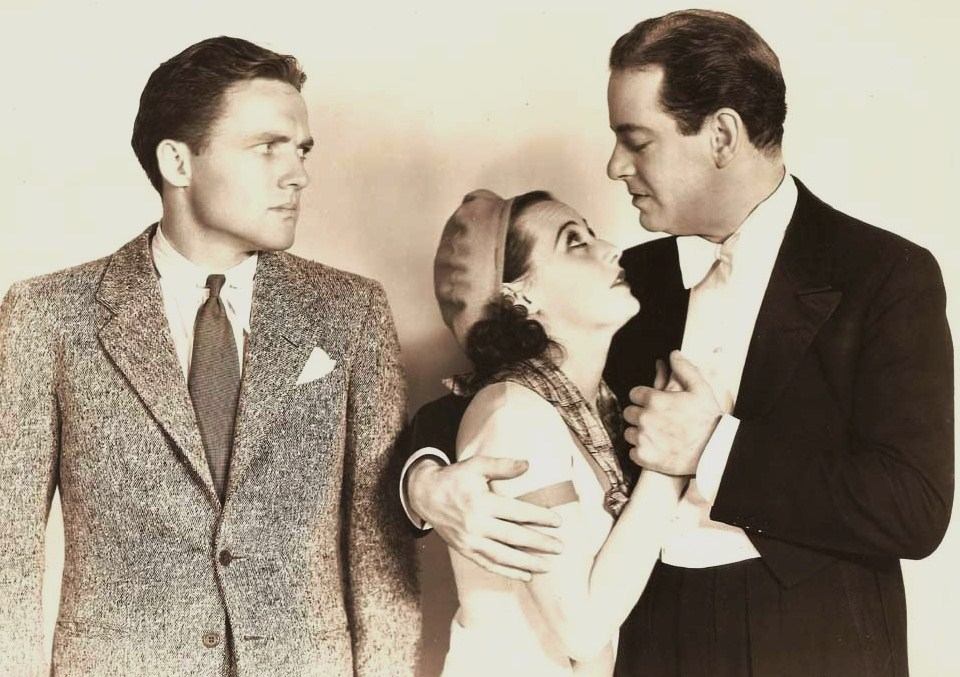
Слева направо: Фрэнк Альбертсон[англ.], Салли О’Нил и Алан Дайнхарт[англ.] в фильме «Паршивка[англ.]» (1931)